# 최민순
최민순(崔玟順, 1912년 10월 3일-1975년 8월 19일)은 대한민국의 신부이다.
1912년 10월 3일 전라북도 진안군 진안면 군하리 226번지에서 출생. 부친은 참봉 최봉수로서 생활은 넉넉지 못했으나 명절에는 가난한 사람들에 쌀을 베풀고 산모에게는 쌀과 미역을 나누어 주던 믿음깊은 인물이었다. 모친 역시 신심이 깊고 또한 아들에 대한 사랑이 대단 컸었다고 한다. 고향에서 보통학교를 졸업 후 신학교에 가기로 결정하여 부친의 후원과 이상화 본당신부의 허락을 받아 이듬해 신학교에 입학한다.
1923년 9월 18일 대구 성유스티노신학교 라틴어과에 입학하여 1929년 6월 수료하였다. 동년 9월 신학과에 입학하여 1935년 6월 졸업하고 동시 사제 서품되었다. 신학생 시대 이미 문재에 뛰어났었으며 성적도 줄곧 상위권을 유지하여 우수한 성적으로 학원을 필했다.
서품된 이튿날 1935년 6월 16일 수류 본당에 제7대 주임신부로 발령되어 성무를 수행하였다. 1937년 2월 1일 전주 본당 보좌로 전임되어 봉직하다 1941년 5월 제7대 주임신부로 피임되어 1년간 성무를 수행하였다. 한편 1938년 전주 본당 내 학교가 해성심상소학교로 개편되면서 그 교장이 되었다. 1941년 3월 31일 일제가 교육령 일부를 개정함에 따라 동교는 해성국민학교로 개명되었고 전쟁이 막바지에 다다라 최민순을 사퇴시키고 일본인 시치미야(七宮)를 교장에 임명한다. 연후 1945년 3월 30일 모교 대구 성유스티노신학교의 교장이 되었으나 일제에 의한 폐교로 동년 4월 17일 사퇴. 그러고 동년 5월 1일 경성천주공교신학교 교수로 전임하여 1948년 9월 1일에서 1949년 10월 1일까지 부학장과 도서과장을 역임하였다.
1950년 6월 25일 한국전쟁이 발발하고 최민순은 미처 피난을 가지 못한 채 적 치하에서 숨어 지내다 9월 29일 서울로 돌아왔다. 이듬해 1.4 후퇴로 대구에 머물러 있으면서 대구교구장 최덕홍 주교의 권으로 대구대교구 출판부장, 《대구매일》의 주간, 《천구교회보》 사장으로 피임되었다. 연후 1951년 6월 9일을 기하여 《대구매일》을 《대구매일신보》로 개명하고 수필과 신설한 문화란에 글을 쓰고 구상 시인과 논설을 맡아 쓰다 도저히 생리에 맞지 않다 하여 1953년 제3기 주주총회에서 신문에서 물러앉는다. 1954년 1월 15일 《천주교회보》를 《가톨릭時報》로 개명하고 이를 유지하기 위해 사설·호교론·신심관계·시 등을 여러 필명으로 기고하였다. 서울이 수복되고 서울 대신학교로 복임하여 원고만 보내 오다 1956년 6월 서정길 주교에게 서한을 보내 사퇴하였다. 1960년 8월 3일 스페인으로 신비신학 연구차 유학하였다. 일단 파리 성모몽소승천 수도회의 모원에 잠깐 머물렀다 1960년 10월부터 마드리드 분원에서 유하였다. 이곳에서 기도·순례를 하고 마드리드 대학의 신비가들과 고전연구에 몰두하였고 특히 《돈키호테》의 번역에 집중하였다. 스페인 체류중이던 1961년 10월 18일 《신곡》 번역으로 국제펜클럽 한국본부 주관 제2회 한국번역문학상을 수상. 1962년 9월 25일 귀국할 때까지 최민순은 그간의 삶을 반추하였으며 또한 아빌라의 성녀 데레사와 및 십자가의 성 요한의 영성에 심취하였다.
귀국하여 1962년 9월 26일에서 1969년 8월 30일까지 성가소비녀회 지도신부를 지냈다. 1954년 창립 초기부터 영성신학과 교의신학 등을 가르쳐 왔으며 스페인으로 떠나기 전까지 이어졌었다. 1963년부터는 상주하여 69년까지 영성생활을 지도하였다. 동시 1967년 성모영보 가르멜 수녀원의 지도신부를 겸하였고 1966년 3월-69년 2월까지 가톨릭대학 신학부에서 강의하였다. 그 와중에 1963년 6월 28일-66년 9월 9일까지 소사 소명여자중고등학교 교장에 재임하였다. 1969년 9월 가톨릭대학 신학부 교수로 복임하여 75년까지 교육하였다.
1965년 주교회의에서 가톨릭 공용어 심의위원회를 구성하여 옛 기도문과 미사 경본을 개정한다. 당시 위원으로 12단 기도문을 다시 만든 것이 곧 오늘날 가톨릭 기도서이니 여기 수록된 〈주의 기도〉·〈대영광송〉·〈죽은 이를 위한 서문경〉 등은 최민순의 단독역작이었다. 동시 윤형중 신부와 아울러서 선종완 신부의 번역인 구약성서를 감수하였다. 1968년 선종완, 백민관 신부와 같이 대한성서공회의 천주교측 구약성서 번역위원이 되어 구약성서의 《시편》을 번역하였으니 당대에 명역으로 자자하였다. 1974년 가르멜회 총장에 명예회원표창을 받았다.
1975년 8월 19일 지병인 고혈압에 가톨릭대학 사제관에서 별세하였다. 용산 성직자 묘지에 안장되었으며 장서 1,600권은 도서관에 기증되었다.

## 저작
- 《生命의 曲》(1954년, 수필집)
- 《님》(1955년, 시집)
- 《神曲》(1959년, 역서)
- 《돈끼호테》(1960년, 역서)
- 《밤》(1963년, 시집)
- 《고백록》(1965년, 역서)
- 《완덕의 길》(1967년, 역서)
- 《성경의 시편》(1968년, 역서)
- 《영혼의 성》(1970년, 역서)
- 《깔멜의 산길》(1971년, 역서)
- 《어둔 밤》(1973년, 역서)
- 《永遠에의 길》(1977년, 유고집)
- 《靈性神學入門》(1986년, 한정 2백부)